# Circuito Mundial de Voleibol de Praia de 1989
O Circuito Mundial de Voleibol de Praia de 1989 foi a terceira edição das séries internacionais de vôlei de praia organizadas pela Federação Internacional de Voleibol (FIVB). Para a edição 1989, o Circuito incluiu 3 torneios Open apenas para o naipe masculino.

## Calendário

### Feminino
| Torneio                    | Ouro | Prata | Bronze | Quarto lugar |
| Não houve disputa em 1989. |      |       |        |              |

### Masculino
| Torneio                                                                          | Ouro                                       | Prata                                                        | Bronze                                     | Quarto lugar                                |
| Aberto do Rio de Janeiro Rio de Janeiro, Brasil De 18 a 26 de fevereiro de 1989. | Estados UnidosSinjin Smith · Randy Stoklos | BrasilEdmundo Gonçalves "Edinho" · Eduardo Barretto "Tinoco" | Estados UnidosMichael Dodd · Tim Hovland   | BrasilRenan Dal Zotto · Bernard Rajzman     |
| Aberto de Jesi Jesi, Itália De 25 a 30 de junho de 1989.                         | Estados UnidosSinjin Smith · Randy Stoklos | ItáliaGiovanni Errichiello · Dio Lequaglie                   | Estados UnidosKarch Kiraly · Steve Timmons | ItáliaFranco Bertoli · Fabio Vullo          |
| Aberto de Enoshima Enoshima, Japão De 4 a 6 de agosto de 1989.                   | Estados UnidosKarch Kiraly · Steve Timmons | BrasilEdmundo Gonçalves "Edinho" · Eduardo Barretto "Tinoco" | JapãoKoichiro Kanno · Kazuyuki Takao       | JapãoAkihiro Iwashima · Eizaburo Mitsuhashi |

## Quadro de medalhas
| Ordem | País           | Medalha de ouro | Medalha de prata | Medalha de bronze | Total |
| ----- | -------------- | --------------- | ---------------- | ----------------- | ----- |
| 1.    | Estados Unidos | 3               | 0                | 2                 | 5     |
| 2.    | Brasil         | 0               | 2                | 0                 | 2     |
| 3.    | Itália         | 0               | 1                | 0                 | 1     |
| 4.    | Japão          | 0               | 0                | 1                 | 1     |